# Godet (engin de chantier)
Pour les articles homonymes, voir Godet.

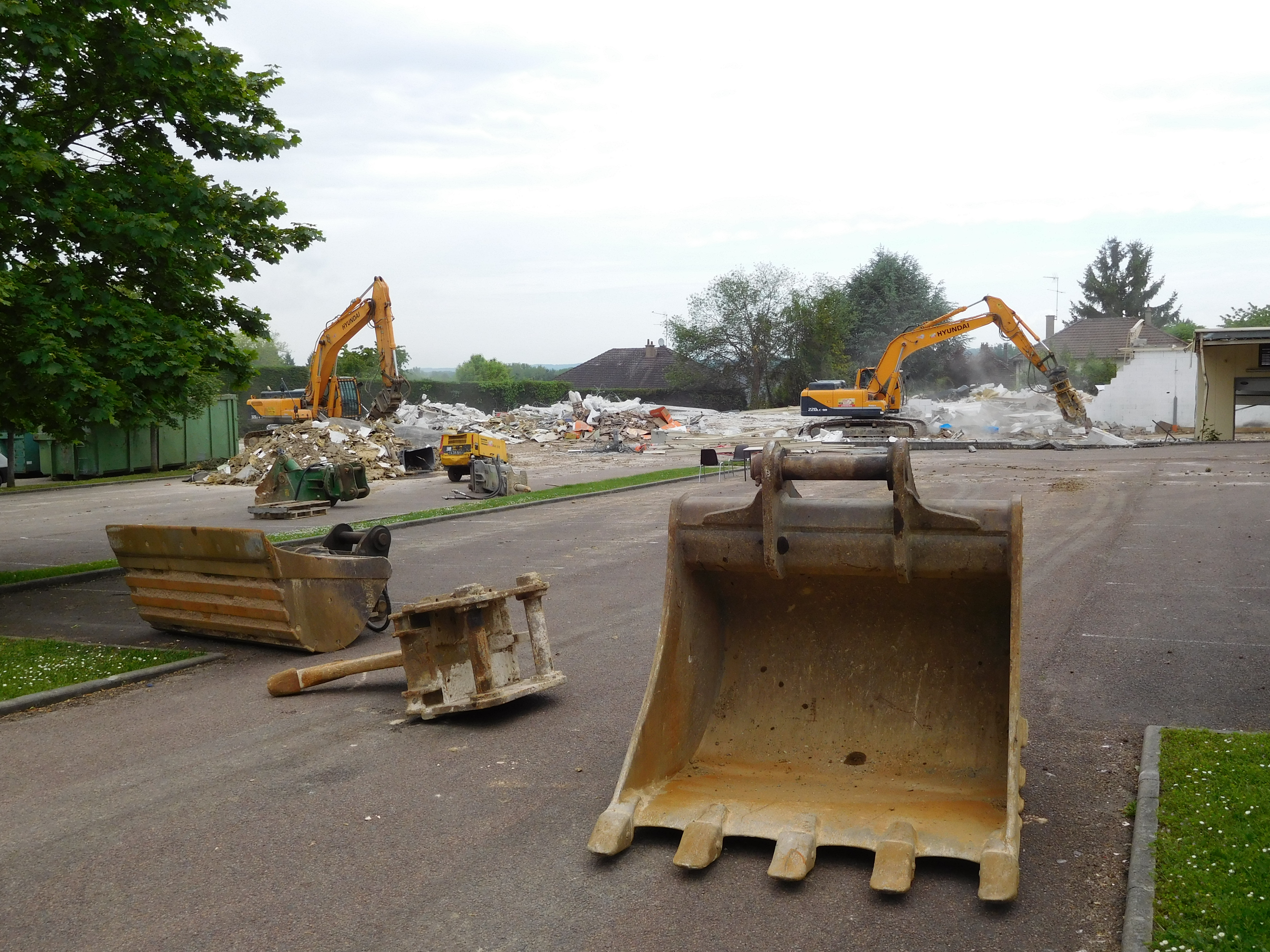
Godets de pelleteuse : à vrac et de terrassement (de gauche à droite), sur un chantier de démolition.

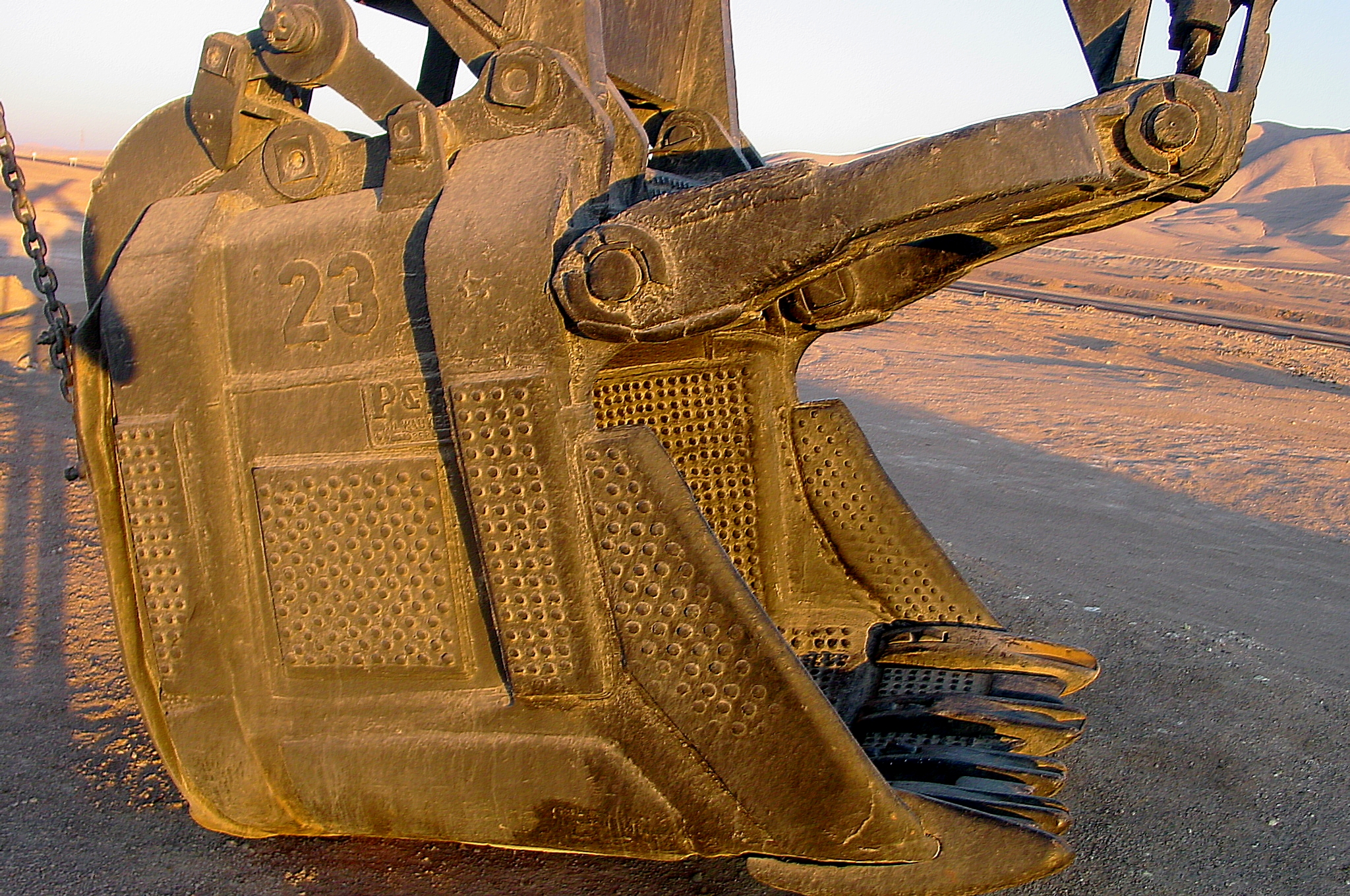
Godet de 3,4 m3.

Un godet est un élément mécanique en acier fixé à l'extrémité du bras d'une pelle mécanique, sur la chaine d'une drague à godets ou sur d'autres engins de chantier tels une chargeuse, un tractopelle ou une grue. Le godet est le contenant qui permet de charger des matériaux par enfoncement dans le sol ou dans un stock (ex. : gravats), et de les déverser dans le rayon de giration de la pelle mécanique, soit au sol pour reprise ultérieure, soit dans une benne. Certains godets sont équipés d'anneaux de levage pour fixer par exemple une élingue.
On trouve également des godets dans l'industrie sur les élévateurs à godets.

## Types
- Godet à vrac
- Godet de terrassement
- Godet de curage
- Godet banane
- Godet trapézoïdal
- Godet de tranchée
- Godet à déversement latéral
- Godet 4 en 1
- Godet grand volume
- Godet claire voix
- Godet de curage inclinable
- Godet de pompe hydraulique à bras